# Кисса (жанр)
Кисса — эпический жанр, характерный для устной литературы. По содержанию и строению близок к любовной лирике и дастанам. Эпические сочинения включают дастаны героического, приключенческого и любовно-романтического содержания. Кисса широко распространена у народов Ближнего и Центрального Востока, в Центральной и Юго-Восточной Азии. В литературу тюркоязычных народов внедрён через восточную арабскую литературу и фольклор. 
Во второй половине XIX — начале XX века в Казани, Уфе, Омске, Ташкенте стали издаваться книги в жанре кисса «Абулхарис», «Бахрам», «Бозжигит», «Гульшахра», «Мунлык — Зарлык», «Зархум», «Жусип — Зылиха», «Салсал», «Сейфулмалик», «Тахир — Зухра» и другие. Известны дастаны Абая «Масгут», «Ескендир», «Азим». Переводили с арабского и персидкого языка и воспевали сюжеты восточных легенд и сказок в форме назиры поэты Шади Жангирулы, Жусипбек Шайхисламулы, Машхур Жусуп Копеев, Акылбек бин Сабал, Маулекей, Арип Танирбергенов, Турмагамбет Изтлеуов и другие.